# 白ゆき姫殺人事件
『白ゆき姫殺人事件』（しらゆきひめさつじんじけん）は、湊かなえによる日本の小説。『小説すばる』（集英社）にて2011年5月号から2012年1月号まで連載され、2012年7月に発売された。また、湊かなえ初の電子書籍として2013年8月23日よりeBookJapan、BookLiveで配信されている。また、メディアミックスにより映画化・漫画化されている。

## 概要
インターネット上の炎上や報道被害をテーマとしており、美人OL殺害の容疑者となった女性の人物像が、架空のSNS「マンマロー」上で噂によって魔女のように語られ形作られてゆくミステリ作品である。
本編は以下のような構成になっている。
- 第一章 同僚I
- 第二章 同僚II
- 第三章 同級生
- 第四章 地元住民
- 第五章 当事者
- 「しぐれ谷OL殺人事件」関連資料

第一章から第四章は事件を追うフリーライター「赤星雄治」目線の取材内容が描かれ、第五章は容疑者「城野美姫」によって語られる顛末の真相が描かれている。巻末には「関連資料」という形で登場人物によるSNSの書き込みや週刊誌の事件報道が収録されている。電子書籍版では各章末のリンクをタップ操作することで関連資料が表示される形式になっており、電子書籍で読むのに向いた内容とも評価されている。
オリコンの「2014年 年間本ランキング」の文庫部門で、本作が第2位にランクイン。

## あらすじ
第一章 同僚I
週刊誌のフリー記者をしている赤星雄治のもとに、高校時代の友人である狩野里沙子から電話がかかってくる。内容は3月7日月曜日の早朝にT県T市にあるしぐれ谷の雑木林で焼死体が発見された事件について、狩野が警察から事情聴取を受けたというものであった。被害者の名前は三木典子。『白ゆき』石けんを販売する化粧品会社「日の出化粧品」に勤めており、狩野の同僚であった。
遺体は全身十箇所以上を刃物で刺されたあと、灯油をかけて焼かれていた。狩野から事件の詳細を聞いた赤星は、事件について興味を持ち独自調査を始める。
第二章 同僚II
赤星は三木の同僚からの取材を進め、皆から揃って三木が美人で優れた人物であるとの証言を得た。同時にそれと比較されるように挙げられる城野美姫の名前を耳にする。
城野は三木の同期であり、内向的で謎が多い城野は常に三木の比較対象となっていた。それゆえに城野は三木に強いコンプレックスを抱いていたのではないか、と同僚らは口々に語った。城野が交際していた上司を三木に奪われたという噂、事件時刻近くに三木が城野の車に乗っていたという目撃証言、事件後城野は虚偽の理由で会社を休んでいることを聞き、赤星は城野への疑いを抱くようになっていった。
第三章 同級生
これまでの取材をまとめて雑誌に掲載した赤星のもとに、城野の大学時代の同級生・前谷みのりから抗議文が届く。手紙には記事には取材で得られた証言を面白おかしく歪めて書き立てており、記事を読んだ人に城野の人格を誤解されると糾弾する文章とともに、城野の無実を証明すべく人物像を示す大学時代のエピソードが書き添えてあった。
赤星はさらに同級生へと取材を広げ、城野の「呪いの力」の噂を耳にする。中学時代に城野が片想いしていた江藤慎吾からは、軽率な行動で城野を怒らせてしまった一週間後に自転車で事故にあったという証言を得た。周囲の人間は呪いだと騒ぎ立てたそうだが、江藤自身は呪いを否定し、城野が自転車に細工をしたのだろうと語った。
第四章 地元住民
赤星の取材は城野の地元に及び、城野の小学校時代の親友・谷村夕子と出会う。谷村は小学校時代に同級生からの苛めを苦にし「死にたい」と城野に伝えたとき、城野が持ってきた雑誌にあった「いじめ対処法の白魔術」を実践したことを赤星に語った。谷村は予想外の城野の言動に引いたものの、自分を救おうとしてくれたことを嬉しく思ったという。その白魔術は紙で人型を作って燃やすものであったが、火の不始末により祠を燃やす火事を起こしてしまう。地域住民の消火活動で火は消えるが、燃え残った人型を発見され「呪いの儀式をしていた」と噂されるようになる。城野の無実を信じる谷村の矛先は赤星へと向かう。赤星の記事やマンマローをチェックしていた谷村は、城野が散々悪者のように書かれた内容に憤慨しており、嘘に惑わされず事実だけを書くよう赤星を叱責する。
赤星は城野の自宅にも訪れた。両親は最初は娘が犯人だとは信じていなかったが、父親の浮気の話へと話題がそれていき、最後はカッとなった母親が父親に「娘が殺人をしたのはあなたのせいよ」と責め立てる。それを受けた父親はうなだれ、赤星の前で土下座し謝罪する。
第五章 当事者
城野はビジネスホテルの一室で、事件に関するテレビや雑誌の情報を見ていた。報道では三木は美人で優しい人だったとあるが、実際は美人であることを鼻にかけた嫌味な人間だったことを城野は知っている。
城野はある飲み会での出来事を思い返した。寝てしまった三木を見て同僚らは「性格は別として三木ほど美しい人はいない」という話をしていたが、話を振られた城野は「一番美しいと思うのは幼馴染みの夕子ちゃんだ」と答えた。寝ながらにそれを聞いていた三木は、それ以来城野をターゲットとして好きなものを奪っていき、その最たるものが交際していた上司であった。城野は心の支えであった双子のバイオリンデュオ「芹沢ブラザーズ」だけは悟られまいとしていたが、それを察知した三木は恋人関係になったと城野にアピールした。
事件当日は会社の飲み会があった。その前日、三木は城野に「風邪気味だから芹沢ブラザーズのコンサートに代わりに行かないか」と持ちかけた。複雑に思いながらも城野は新曲聴きたさに誘いを受けるが、当日朝に三木は「体調も回復したし彼のために行く」と態度を翻す。意気消沈した城野は、給湯室で狩野に全てを打ち明ける。それを聞いた狩野は同じ境遇だと打ち明け、城野に「三木からチケットを奪え」と唆した。作戦は飲み会で風邪気味の三木に狩野が風邪薬と偽って睡眠薬を飲ませ、終了後駅に向かう三木を城野が車で送り、眠り込んだところでチケットを奪うというものであった。若干の手違いがあったものの作戦は成功し、車の中で眠った三木を放置したまま、城野はコンサート会場へと向かった。会場に到着した城野は芹沢ブラザーズの会場入りを、他のファンとともに会場前で待っていた。芹沢ブラザーズが到着すると周囲は騒然とし、城野が握手を求めて手を伸ばした瞬間後ろから押され、芹沢ブラザーズを突き飛ばしてしまう。これに動転した城野は近くにあったビジネスホテルに直行し、現在に至る。三木が死んだことを知ったのはその後であった。
城野はテレビや雑誌において、周囲の人間からの自分に対する証言を見聞きした。その中には、自分が知りもしない自転車に細工したとの記述、親友が自分の行いを迷惑だと思っているとの記述、また両親が娘の罪を認めて土下座したとの記述もあった。そういったものを目にし、地元になど帰りたくない、自分が行く場所などないと感じていた。
「しぐれ谷OL殺人事件」関連資料を含めたあらすじの補足
- 赤星雄治は取材で得られた情報を、雑誌記事以外にマンマローにアップしていた。城野美姫の個人情報流出の一因ともなり、「白ゆき姫殺人事件」の犯人城野は魔女という流れを作ったが、真犯人が逮捕されると今度は赤星の個人情報が流出し始めた。
- 赤星は前谷みのり・谷村夕子と少なくとも2度抗議を受けているが、いずれもそれすら歪めて誇張した記事を作成している。
- 前谷も城野擁護のためにマンマローを利用しているが、それが原因で一部の個人情報が流出した。
- 三木典子殺害の犯人は狩野里沙子である。狩野は会社の主力商品である「白ゆき石けん」の盗みを繰り返しており、それを三木に気づかれていた。会社に告発されるのではと思っていたときに城野から相談を受け、放置された城野の車で眠る三木を見て犯行に及んだ。

## 登場人物

### 主要人物
赤星雄治（あかほし ゆうじ）
週刊誌にグルメ系の記事を書いているフリーのライター。23歳。
城野美姫（しろの みき）
本事件の容疑者。日の出化粧品の社員で、大人しい地味な雰囲気は同期の三木典子と常に比較されている。芹沢ブラザーズのファン。25歳。
三木典子（みき のりこ）
本事件の被害者。山中で焼死体となって発見された。日の出化粧品の社員で、社内一の美女と噂されている。25歳。

### 日の出化粧品
狩野里沙子（かのう りさこ）
日の出化粧品の社員で、殺害された三木典子の職場でのパートナー。赤星とは高校時代からの友人。23歳。
満島栄美（みつしま えみ）
日の出化粧品の社員で、城野美姫の職場でのパートナー。狩野里沙子の同期で、通称「みっちゃん」。
篠山聡史（しのやま さとし）
日の出化粧品の社員で、城野美姫らの上司で係長。城野美姫とは恋人同士と思われていたが…。
小沢文晃（おざわ ふみあき）
日の出化粧品の社員。城野美姫、三木典子の同期。直に結婚予定である。

### 城野美姫の友人
前谷みのり（まえたに みのり）
城野美姫の大学時代の友人。
尾崎真知子（おざき まちこ）、島田彩（しまだ あや）
城野美姫の高校時代の同級生。
江藤慎吾（えとう しんご）
城野美姫の中学時代の同級生で、サッカー部キャプテン。

### 城野美姫の地元
松田芳江（まつだ よしえ）
城野美姫の実家周辺の住民。
谷村豊（たにむら ゆたか）
城野美姫の実家周辺の住民で、谷村夕子の祖父。
八塚絹子（やつか きぬこ）
城野美姫の小学校時代の友人の母。
谷村夕子（たにむら ゆうこ）
城野美姫の小学校時代の親友。
松田フキ（まつだ ふき）
城野美姫の実家周辺の住民で、松田芳江の義母。
城野皐月（しろの さつき）、城野光三郎（しろの こうざぶろう）
城野美姫の両親。

## 書籍情報
- 単行本 - 集英社、2012年7月26日発売[4]、ISBN 978-4-08-771459-3
- 文庫版 - 集英社文庫、2014年2月20日発売[5]、ISBN 978-4-08-745158-0
- 電子書籍版 - eBookJapan、BookLiveほか、2013年8月23日配信開始

## 映画
2014年3月29日に公開された日本映画。主演は井上真央。監督は中村義洋。

### 映画版のあらすじ
長野県のしぐれ谷国定公園内で、化粧品会社のOL・三木典子が滅多刺しにされ燃やされた遺体となって発見される。テレビワイドショー『カベミミッ!』の制作を請け負う契約ディレクターの赤星雄治は、知人の狩野里沙子から三木殺害に関する情報を知らされると、その内容をツイートし始めTwitter上で注目される。赤星は狩野から三木に恨みがあるとされ、事件の日から失踪している同僚・城野美姫の存在を知る。評判の美人だった三木の事件は、いつしか勤務する会社の目玉商品になぞらえて「白ゆき姫殺人事件」とネット上で呼ばれるようになる。
赤星がワイドショーに取り上げるべく周辺に取材すると、地味で目立たない城野は上司の篠山聡史と交際していたが三木に彼を奪われていて、また同期として何かと比較される存在とされていた。赤星は城野を犯人と断定して取材を進め、周辺社員たちの城野への疑いや、篠山が城野からの手作り弁当を受け取るも迷惑がっていたことなどのツイートを続けてゆく。
やがて匿名の何者かが城野の実名や学歴までもネット上で暴露する中、赤星は彼女の故郷で取材する。知人たちは子供の頃城野が放火騒ぎを起こしたことや、呪いの力を持っているという噂を話し、城野の両親も娘を犯人と考えカメラの前で謝罪する。だが、小学校時代の親友で引きこもりの谷村夕子は、『赤毛のアン』の世界に浸っていた二人の少女時代、夕子をいじめる級友を改心させようとしたおまじないで火災を起こしてしまい、以来付き合いを禁じられたことなどを語る。しかし放送された番組の内容は城野を犯人と決め付け魔女のような不気味な女性であると強調するものになる。ついに城野の大学時代を知る友人が番組に抗議文を送り、赤星の行動も上司にばれたためTwitterから遠ざかるが騒ぎは収まらない。
その頃、ビジネスホテルの一室に身を隠し世間の自分への糾弾を茫然と眺める城野は、自分自身について手記にしたためる。少女時代、城野は夕子とともに『赤毛のアン』のように空想にふけっていじめなどの辛さをやり過ごし、何かいいことがあると信じて日々を生きていた。中学生になると初恋相手の少年にアンの恋の相手ギルバートを重ねて空想を楽しむが、その行動はのちに城野が魔女であると誤解される振る舞いと見られる。就職後、三木と出会うが、彼女はそれまでの被害者像とは異なり、他人の服装を真似したり、嫌味な言動をして他の女子社員を傷つける人物だと語られる。そしてある日三木の前で、夕子のことを彼女より美しかったと語ったのをきっかけに城野は三木の攻撃のターゲットにされる。篠山に手作り弁当を渡して喜ばれ、順調に交際するも三木に奪われ、心の支えとしてのめり込んでいった音楽グループ・芹沢ブラザーズのファンであることを知られると、メンバーの雅也との交際をほのめかされるなど、城野は彼女に傷つけられてゆく。そして東京でのコンサートチケットを譲る約束を反故にされた城野に狩野が近づき、会社の飲み会で三木に薬を盛って眠らせ、チケットを奪ってコンサートに行く計画を入れ知恵する。事件当日、城野は打合せ通り眠らせた三木を車に乗せ、コインパーキングに放置し東京へ出かける。だがファンに取り囲まれる雅也に手を触れた直後、彼は階段から転落し、混乱した城野はホテルへ逃げ込む。大ケガをさせた犯人と自分が疑われているのではないかという不安、そしてネット上の糾弾を目にした城野は、罪悪感にさいなまれ自殺を図ろうとする。
だがその直前、ニュースは三木殺害の犯人として狩野が逮捕されたことを報じる。三木と仕事上パートナー関係だった狩野もまた三木の被害者で、また狩野は騒ぎを起こすことを面白がって職場での盗みなどを重ねていた。それを三木に知られたため、城野をそそのかして計画を進め、車で三木をしぐれ谷に運んで犯行に及んだと狩野は証言する。疑いの晴れた城野は祖母の葬儀のため実家に帰るが、城野を犯人扱いしていた家族や周囲の人々とは気まずい。しかしその夜、部屋で城野が見たものは、昔と変わらず彼女の味方であり続けていた夕子が送るロウソクの明かりを使ったサインだった。二人は夜の闇の中でサインを送り合う。
ワイドショーは事件の結末を報道するも城野への犯人扱いには簡単にお詫びを述べたのみで、糾弾していたTwitterは一転して城野への同情に溢れ、今度は赤星が糾弾され個人情報を晒される。契約を切られ、城野の故郷へ謝罪に訪れた赤星は信号を無視し、やってきた車が危うく轢きかける。心配して運転席から出てきたのは城野だった。憔悴して自分の惨めな境遇を見知らぬ相手に愚痴ってしまう赤星に、城野は「きっと何かいいことがありますよ」と励ます。彼女が付き添いの長谷川に言われても城野だということに気付かないまま、赤星はその場を去り、自身を犯人扱いした元凶と知らない城野もまた運転する車で田舎道を走り去ってゆく。

### キャスト

#### 主要人物
城野美姫
演 - 井上真央（小学校時代：高橋美来、中学校時代：諸江雪乃）
日の出化粧品社員・容疑者。
赤星雄治
演 - 綾野剛
映像制作会社「TAG」映像ディレクター。
視聴率や関心を引くために、都合のよい編集をすることがある。RED☆STARのハンドルネームで、SNSにつぶやきをしている。
長谷川
演 - 染谷将太
映像制作会社「TAG」編集マン。

#### 日の出化粧品
狩野里沙子
演 - 蓮佛美沙子
典子のパートナー。
三木典子
演 - 菜々緒
殺人被害者。
篠山聡史
演 - 金子ノブアキ
係長。
満島栄美
演 - 小野恵令奈
美姫のパートナー。
間山先輩
演 - 宮地真緒
劇中途中退職・美姫の元パートナー。
小沢文晃
演 - 草野イニ
課長
演 - 芦川誠
役名なし
演 - 品田裕介、吉田千紘、知江崎ハルカ、岸田愛未、小林美萌、山田ゆり、竹倉愛、松島志歩、梶野春菜、安田徳、金沢まこと

#### 親族・友人
城野光三郎（美姫の父）
演 - ダンカン

城野皐月（美姫の母）
演 - 秋野暢子

城野ハツエ（美姫の祖母）
演 - 森康子

谷村夕子（美姫の幼馴染）
演 - 貫地谷しほり（小学校時代：井東紗椰）

夕子の母親
演 - ひがし由貴

#### なでしこ荘・大学時代
前谷みのり（美姫の友人）
演 - 谷村美月

さえ（美姫の友人）
演 - 白石糸

めぐみ（美姫の友人）
演 - 石志望

あかり（美姫の友人）
演 - 小坂実夏子

えっちゃん（美姫の友人）
演 - 境橋香歩

ゆか（美姫の友人）
演 - 岡本璃奈

#### 小学校時代
八塚あかね（美姫の同級生）
演 - 米山実来

鈴木太一（美姫の同級生）
演 - 盛永皐月

いじめっ子
演 - 大原由暉、新倉滉祐、中村一葵
あかね一派
演 - 森田愛子、櫻井小桃、北村海歩、脇本心愛
東山先生（美姫の担任）
演 - 宮本真希

八塚絹子（あかねの母）
演 - 山下容莉枝

#### 中学校時代
江藤慎吾（美姫の同級生）
演 - 大東駿介（中学校時代：内山遥城）

中学校の担任
演 - 小久保寿人

#### 高校時代
島田彩（美姫の同級生）
演 - 野村佑香

尾崎真知子（美姫の同級生）
演 - 川面千晶

#### 情報番組「カベミミッ!」
水谷（司会者）
演 - 生瀬勝久
平塚（女子アナ）
演 - 朝倉あき
味沢（レポーター）
演 - 増岡裕子
河合（コメンテーター）
演 - 木下政治
秋山（コメンテーター）
演 - 山崎満
VTRナレーター
演 - 小室正幸、千葉聡司
山下（番組ディレクター）
演 - 小松利昌
テレビ局員
演 - 飯田基祐
再現Vの城野美姫
演 - 隅倉啓美
再現Vの三木典子
演 - 春山怜那
業者の男
演 - 宮本大誠
中継レポーター
演 - 最所美咲
アナウンサー
演 - 中村有未、住田洋

#### 芹沢ブラザーズ
雅也
演 - TAIRIKU（TSUKEMEN）
優也
演 - KENTA（TSUKEMEN）
美也
演 - SUGURU（TSUKEMEN）

#### その他
男性刑事
演 - 鈴木晋介
女性刑事
演 - 雨音めぐみ

### スタッフ
- 監督 - 中村義洋
- 脚本 - 林民夫
- 原作 - 湊かなえ
- 製作総指揮 - 大角正
- 美術 - 西村貴志
- 撮影 - 小林元
- 編集 - 川瀬功
- 照明 - 堀直之
- 音楽 - 安川午朗
- 劇中曲 - 芹沢ブラザーズ「All alone in the world」（キングレコード）
- 録音 - 松本昇和
- 配給 - 松竹
- 制作プロダクション - 松竹撮影所
- 制作協力 - 松竹映像センター
- 製作委員会 - 『白ゆき姫殺人事件』製作委員会（松竹、松竹ブロードキャスティング、集英社、ジェイアール東日本企画、ぴあ、博報堂、GYAO）

### 製作・プロモーション
映画では、原作の架空のSNSを実在するTwitterに変え、ツイッター・ジャパンの協力のもとに、画面上に多数のツイートが表示されるという演出がなされた。関連するキャンペーンでは、Twitter限定の特別映像が公開されるなどしている。また、小説ではライターだった赤星は映画ではテレビワイドショーの契約ディレクターとなる。無責任な噂・口コミが真実とされてゆくさまを表現するため、物語の展開や表現手法を映画向きに処理したと評価されている。
公開前の2014年3月10日、3月12日に新規開館するシネマコンプレックス・TOHOシネマズくずはモール（大阪府枚方市）オープン記念のイベントとして、京阪電気鉄道が京阪中之島線・中之島駅よりくずはモール行き（最寄駅は京阪本線樟葉駅）の、本作のヘッドマークを掲げた特別列車を1日限りで運行した。この出発式に監督の中村義洋と主演の井上真央がサプライズ出席し、作品のPRを行った。井上の合図で列車出発後、TOHOシネマズくずはモールでは本作の舞台挨拶が行われた。
タイアップ企画として、様々な有名人の顔真似タレントとして有名なざわちんが出演者の井上真央、綾野剛、金子ノブアキ、貫地谷しほり、菜々緒、蓮佛美沙子の顔真似メイクをしたパロディポスターが製作された。

### 封切り
丸の内ピカデリー1他全国305スクリーンで公開され、2014年3月29、30日の初日2日間で興収1億6361万2000円、動員12万4755人になり、映画観客動員ランキング（興行通信社調べ）で初登場第4位となった（実写映画1位）。
公開初週の成績では、宣伝量などで優位に立っているとされた東宝配給の『チーム・バチスタFINAL ケルベロスの肖像』をわずかだが上回り、東宝の独壇場とされた公開当時の日本映画界では久々に松竹企画作品がランキングで上に立つ結果を残した。

### 受賞歴
- 第88回キネマ旬報ベスト・テン 主演男優賞（綾野剛、『そこのみにて光輝く』と合わせて）[16]
- 第38回日本アカデミー賞 優秀主演女優賞（井上真央）[17]
- 第10回おおさかシネマフェスティバル 主演男優賞（綾野剛、『そこのみにて光輝く』と合わせて）[18]

### 関連商品
ホームメディア
白ゆき姫殺人事件 豪華版 Blu-ray（初回限定生産）
2014年9月3日発売。発売・販売元：松竹。リージョンコード：リージョンフリー。
特典映像はメイキング、イベント映像集を収録。
本編Blu-ray（126分+特典映像特報・予告編）+特典DVDの2枚組・ブックレット封入。
白ゆき姫殺人事件 豪華版 DVD（初回限定生産）
発売日など同上。リージョンコード：リージョン2。本編・特典DVDの2枚組。
白ゆき姫殺人事件 Blu-ray
発売日など同上。1枚組の通常版。特典映像は特報・予告編のみ。
白ゆき姫殺人事件 DVD
発売日・内容はBlu-rayと同じ。

サウンドトラック
芹沢ブラザーズ『All alone in the world』
劇中に登場する架空の音楽グループのCDという体裁で発売された映画のサウンドトラック。劇中曲「All alone in the world」ほか全23曲収録のCDおよびミュージック・ビデオ収録のDVDがセット。

シナリオ
- 『シナリオ』2014年4月号（シナリオ作家協会） - 本作シナリオを掲載

### 放送前の番組
2016年4月1日に日本テレビ系列の『金曜ロードSHOW!』で地上波初放送（解説放送 / 文字多重放送 / データ放送）。
| 日本テレビ系 金曜ロードSHOW!             | 日本テレビ系 金曜ロードSHOW!      | 日本テレビ系 金曜ロードSHOW!                     |
| 前番組                                   | 番組名                            | 次番組                                           |
| ---------------------------------------- | --------------------------------- | ------------------------------------------------ |
| マン・オブ・スティール （2016年3月25日） | 白ゆき姫殺人事件 （2016年4月1日） | 名探偵コナン 時計じかけの摩天楼 （2016年4月8日） |

## 漫画
『ぷら＠ほ〜む』で連載。シナリオ担当は銀杏社、作画担当は那葉優花。2014年4月25日に単行本発売。ISBN 978-4-8342-3212-7